# امری (داکوتای جنوبی)
امری(به انگلیسی: Emery) شهری در ایالت داکوتای جنوبی کشور ایالات متحده آمریکا است که جمعیت آن در سرشماری سال ۲۰۱۰ میلادی، ۴۴۷ نفر بوده‌است.